# Nelly (Fotografin)

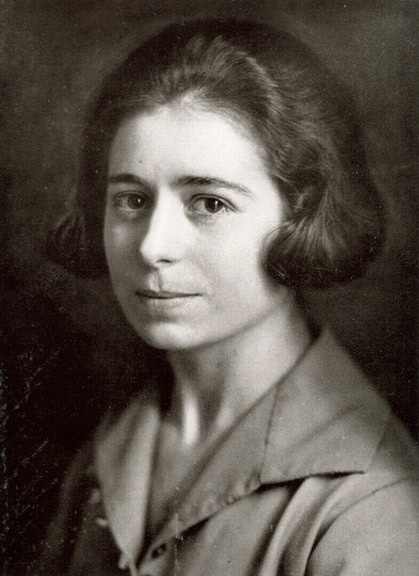
Elli „Nelly“ Souyoulzoglou-Seraidari, Porträtfoto von Hugo Erfurth

Nelly (eigentlich Elli Sougioultzoglou-Seraidari, griechisch Έλλη Σουγιουλτζόγλου-Σεραϊδάρη, * 23. November 1899 in Aydın, Osmanisches Reich; † 8. August 1998 in Athen) war eine griechische Fotografin der Neuen Sachlichkeit. Ihre Motive waren häufig Akt- und Tanzaufnahmen, aber auch das ländliche Griechenland.

## Biografie
Nelly folgte ihrem Bruder 1920 nach Dresden, um Malerei zu studieren, wandte sich dort aber der Fotografie zu und arbeitete bei Hugo Erfurth und Franz Fiedler, wo sie die Methode des Bromöldrucks erlernte. Ihre Motive waren zumeist Akt- und Landschaftsaufnahmen. 1924 zog sie nach Athen und eröffnete in der Ermou-Straße ein eigenes Fotostudio. Besonders Intellektuelle schätzten ihre moderne Fotografie. Die Nacktaufnahme Mona Paeva von 1925 wurde 1929 in der Pariser Zeitschrift Illustration abgedruckt und führte zu heftigen Protesten. Nelly legte daraufhin nach und ließ die russische (ungarische?) Tänzerin Elizaveta („Lila“) Nikolska auf der Akropolis posieren. Seit 1927 zog sie auch als offizielle Fotografin der Tourismusbehörde durch Griechenland, sie prägte ein modern-arkadisches Bild des Landes.
In Berlin traf sie 1936 Leni Riefenstahl und beriet sie zu dem Film Olympia. Das außenpolitische Amt der NSDAP erwarb Bildrechte für seine Publikation Unsterbliches Hellas von 1937, die den Zweck hatte, eine kulturelle Verbindung herzustellen. Eine ideologische Parallele zwischen einem ausschließlich spartanischen antiken Griechenland und dem militaristischen Deutschen Reich ließ sich jedoch nicht glaubhaft vermitteln.
1939 wurden ihre Bilder im griechischen Pavillon der Weltausstellung in New York gezeigt, ein Jahr später erwarb das Metropolitan Museum of Art Bilder von Nelly, es folgten Ausstellungen in der O’Tool Gallery in New York und im archäologischen Museum von Buffalo.
Als 1941 Griechenland im Zweiten Weltkrieg kapitulierte, zog sie endgültig nach New York, wo sie eine zweite Karriere als Fotojournalistin startete. Sie unterhielt ein Studio in der 57. Straße, ihre Bildsprache war nun eine sehr urbane. 1947 veröffentlichte das Life Magazin zum ersten Mal Bilder von Nelly. Sie unterhielt Kontakte zum Weißen Haus und traf auch griechische Persönlichkeiten wie Aristoteles Onassis und Stavros Niarchos. 1966 ging sie in den Ruhestand und zog nach Athen.
Im Rahmen des Kulturprogramms zu den Olympischen Spielen 1992 wurde in Barcelona die Ausstellung Gesichter aus Kreta mit Bildern von Nelly organisiert. Eine Retrospektive ihres Werks zeigte 1997–1998 das International Center of Photography in New York. 2001/2002 war eine Wanderausstellung über ihr Werk an ihren früheren Wirkungsorten zu sehen (Athen, Dresden, Berlin und New York). Die Berliner Station war im Pergamonmuseum, wo die Fotografien inmitten der antiken Skulpturen gezeigt wurden. Eine zusätzliche Station war das Frankfurter Städel.
Ihren Nachlass übergab sie 1985 dem Athener Benaki-Museum, weitere 57 Fotos und 700 Negative befinden sich seit 1997 im Fotografiemuseum Thessaloniki.

## Trivia
Das Betreten der Mönchsrepublik Athos ist für Frauen nicht gestattet, auch Nelly wurde keine Ausnahme gewährt, und so bereitete sie ihren Mann auf das Fotografieren dort vor. Als die Aufnahmen erschienen und fälschlicherweise ihr zugeschrieben wurden, dachte man, sie hätte es als erste Frau geschafft, die Mönche zu überlisten.

## Belege
1. ↑  Esther Sophia Sünderhauf: Griechensehnsucht und Kulturkritik: die deutsche Rezeption von Winckelmanns Antikenideal 1840–1945. S. 196.

| Personendaten    | Personendaten                                    |
| ---------------- | ------------------------------------------------ |
| NAME             | Nelly                                            |
| ALTERNATIVNAMEN  | Elli Sougioultzoglou-Seraidari (wirklicher Name) |
| KURZBESCHREIBUNG | griechische Fotografin                           |
| GEBURTSDATUM     | 23. November 1899                                |
| GEBURTSORT       | Aydın                                            |
| STERBEDATUM      | 8. August 1998                                   |
| STERBEORT        | Athen                                            |